# No Mercy (2007)
No  Mercy (2007) foi um evento pay-per-view realizado pela World Wrestling Entertainment, ocorreu no dia 7 de outubro de 2007 na Allstate Arena na cidade de Rosemont, Illinois. Esta foi a décima edição da cronologia do No Mercy. Antes do evento John Cena teve que vagar o WWE Championship por causa de um ferimento, o COO da WWE Vince McMahon outorgou o título a Randy Orton.

## Antes do evento
No Mercy teve lutas de wrestling profissional de diferentes lutadores com rivalidades e histórias pré-determinadas que se desenvolveram no Raw, ECW e SmackDown — programas de televisão da WWE. Os lutadores interpretaram um vilão ou um mocinho seguindo uma série de eventos para gerar tensão, culminando em várias lutas.

## Resultados
| #                              | Lutas                                                                                        | Estipulação                                             | Tempo |
| ------------------------------ | -------------------------------------------------------------------------------------------- | ------------------------------------------------------- | ----- |
| Dark                           | Hardcore Holly derrotou Cody Rhodes                                                          | Luta individual                                         | 05:00 |
| 1                              | Triple H derrotou Randy Orton (c)                                                            | Luta individual pelo WWE Championship                   | 11:06 |
| 2                              | Mr. Kennedy, Lance Cade e Trevor Murdoch derrotaram Jeff Hardy, Paul London e Brian Kendrick | Luta de trios                                           | 08:05 |
| 3                              | CM Punk (c) derrotou Big Daddy V (com Matt Striker) por desqualificação                      | Luta individual pelo ECW Championship                   | 01:37 |
| 4                              | Triple H (c) derrotou Umaga                                                                  | Luta individual pelo WWE Championship                   | 06:33 |
| 5                              | Finlay e Rey Mysterio empataram                                                              | Luta individual                                         | 09:00 |
| 6                              | Beth Phoenix derrotou Candice Michelle (c)                                                   | Luta individual pelo Women's Championship               | 04:32 |
| 7                              | Batista (c) derrotou The Great Khali (com Ranjin Singh)                                      | Luta Punjabi Prison pelo World Heavyweight Championship | 14:47 |
| 8                              | Randy Orton derrotou Triple H (c)                                                            | Luta Last Man Standing pelo WWE Championship            | 20:25 |
| (c) – Campeão(s) antes da luta |                                                                                              |                                                         |       |